# Basilica di San Lorenzo Martire (Monticelli d'Ongina)
La basilica di San Lorenzo Martire è la parrocchiale di Monticelli d'Ongina, in provincia di Piacenza e diocesi di Fidenza. La sua costruzione fu voluta e finanziata da Carlo Pallavicino, signore di Monticelli e vescovo di Lodi, nel 1471 e terminò nel 1480. La chiesa venne consacrata nel 1549 da Marco Girolamo Vida, prevosto di Monticelli e vescovo di Alba.

## Storia e descrizione
Quando Carlo Pallavicino diventa vescovo di Lodi e succede al padre Rolando come signore di Monticelli d'Ongina, si accorge che all'interno delle mura del suo borgo natio non c'è una chiesa e che gli abitanti sono costretti ad uscire dalla fortificazione per recarsi alle funzioni nelle chiese parrocchiali di San Giorgio e di San Giovanni. Decide così di porvi rimedio e, grazie alla sua amicizia con papa Paolo II, riesce rapidamente ad ottenere il permesso per l'edificazione della chiesa, che inizia nel 1471. Nel 1480 la costruzione della "regia ed insigne" collegiata abbaziale di Monticelli viene portata a termine. 
La nuova chiesa si distingue subito per ricchezza ed importanza e gode di molti benefici, tanto che dai religiosi della zona veniva considerata una tappa importante ed ambita della loro carriera ecclesiastica. Ne è un esempio mons. Marco Girolamo Vida, canonico della cattedrale di Cremona, che, una volta divenuto vescovo di Alba, mantiene comunque il titolo di prevosto di Monticelli. A lui si deve la consacrazione della collegiata, avvenuta il 22 giugno 1549. Le ricchezze della collegiata di Monticelli portarono a proteste e pretese da parte delle chiese vicine e della diocesi di Cremona, tanto che nel 1580 papa Gregorio XIII decise di renderla indipendente da qualsiasi diocesi, immediatamente soggetta alla Santa Sede. 
Nel 1601, con la creazione da parte di Papa Clemente VIII della diocesi di Borgo San Donnino anche Monticelli viene fatto rientrare nei territori della nuova diocesi. Con il decreto del 9 gennaio 1942 papa Pio XII eleva la collegiata di Monticelli a Basilica minore.

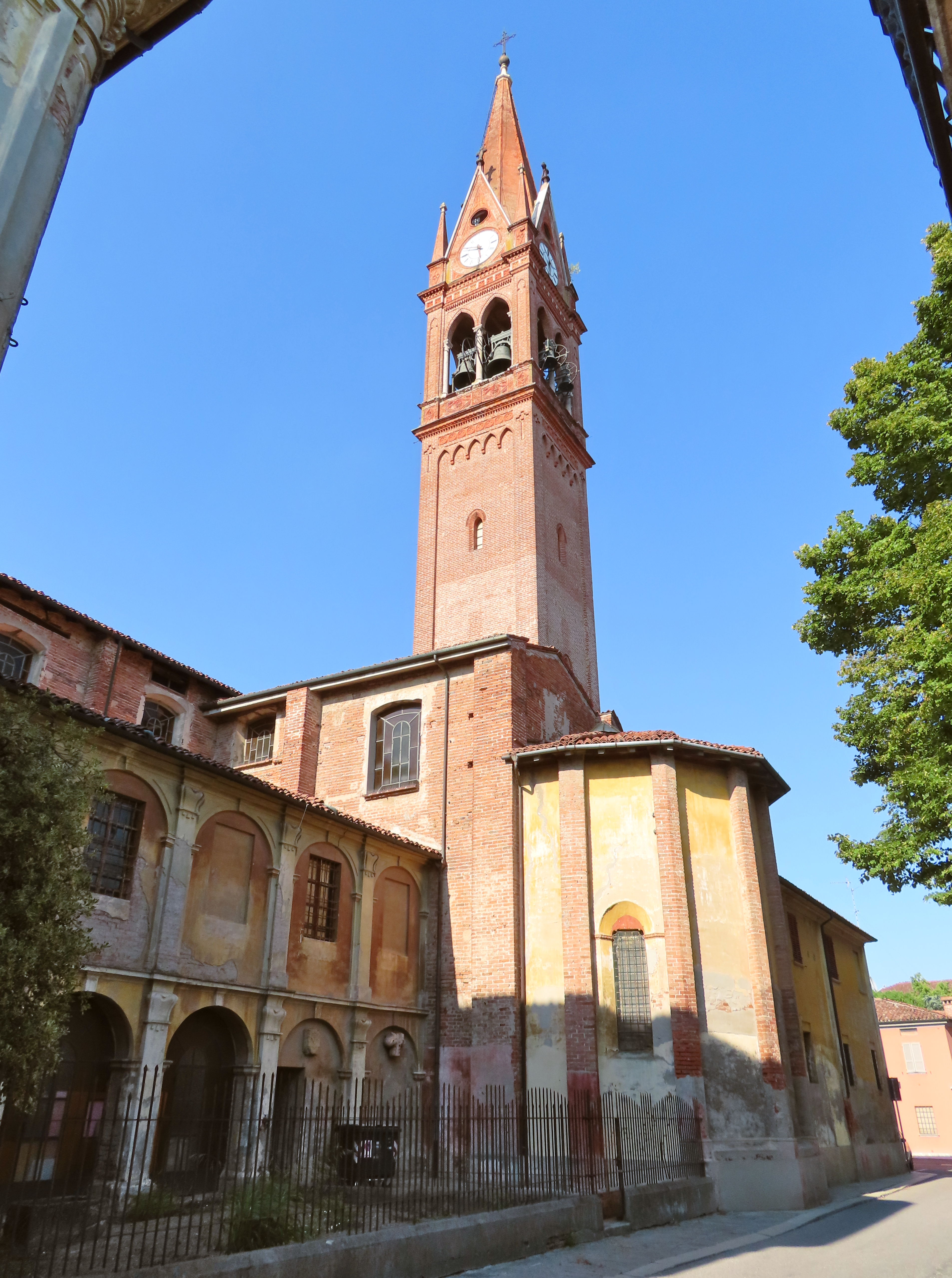
Transetto sud e campanile

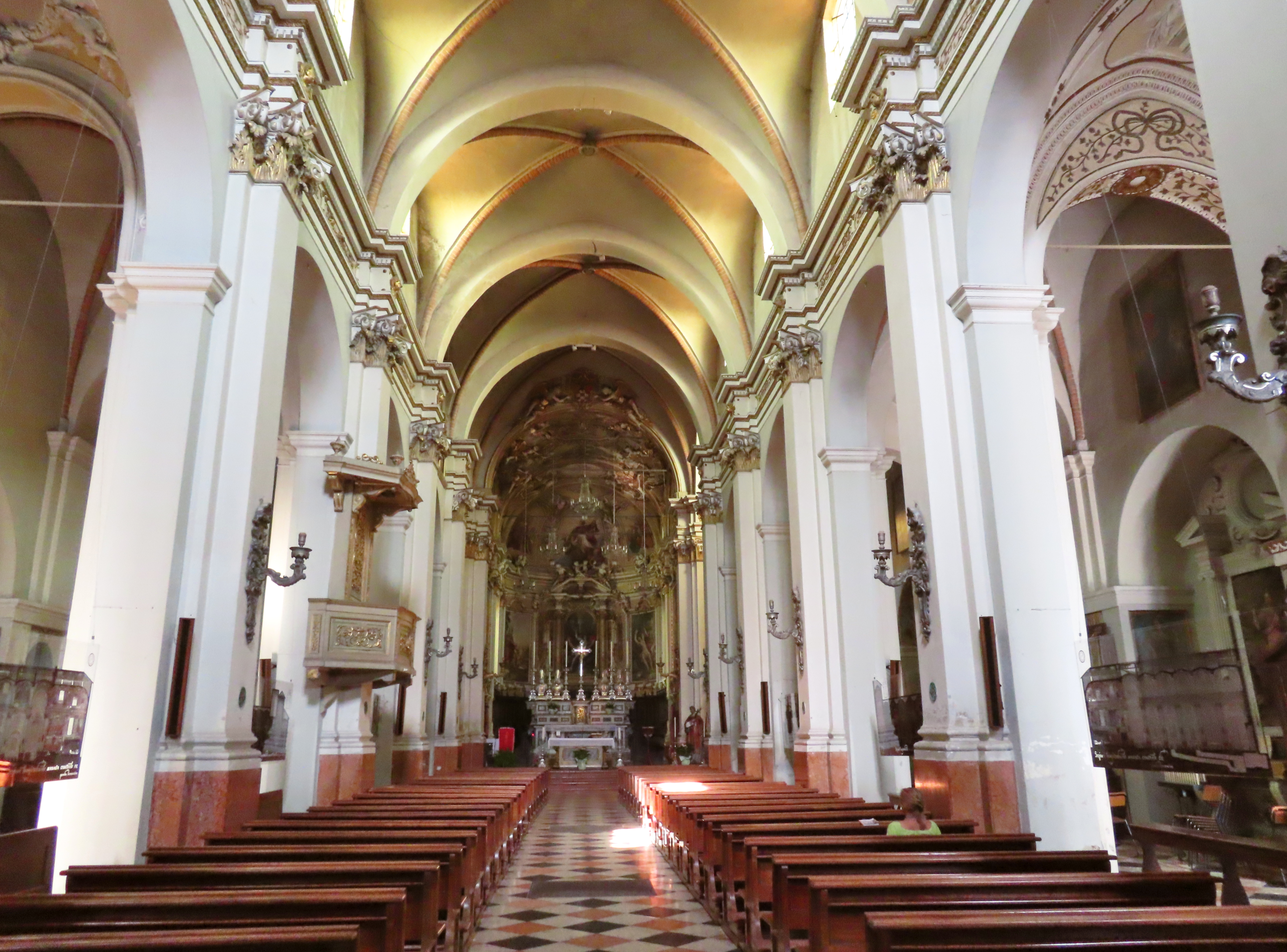
Navata centrale

Nel 1877 sul campanile, opera dell'architetto Barbieri di Modena, viene installato un pregevole concerto di 8 campane in do, opera del valtellinese Giorgio Pruneri di Grosio. Esso è ritenuto all'unanimità degli esperti di campane il miglior concerto di campane della regione, oltre a essere l'unico integro sempre nella regione di tale fonderia. 
Negli anni 2000 le campane, scampate alla requisizione bellica grazie al titolo di basilica della chiesa, vengono calate dal campanile per il rifacimento dell'incastellatura di sostegno.
Purtroppo l'organo storico versa in stato di abbandono da svariati decenni. Analoga sorte è toccata al prezioso organo Serassi presente nella chiesa cimiteriale monticellese: anche in questo caso lo strumento versa in stato di abbandono.